# Verkiezingen voor het Europees Parlement 2024/Kandidatenlijst/JA21
De kandidatenlijst voor de Europese Parlementsverkiezingen 2024 van de lijst JA21 (lijstnummer 9) is na controle door de Kiesraad als volgt vastgesteld:
- schuin: voorkeurdrempel overschreden

1. Hoogeveen,  M.P.  (Michiel) (m),  Oegstgeest - 24.612 stemmen
2. van Doorn,  D.M.A.  (Don) (m),  Lansingerland - 918
3. Heijkoop,  G.  (Gert) (m),  Kortgene - 460
4. Damen-Flobbe,  M.M.  (Maike Manon) (v),  Langenboom - 2.616
5. Schyns,  P.F.M.  (Philippe) (m),  Maastricht - 507
6. Breet,  M.C.  (Marcus) (m),  Capelle aan den IJssel - 231
7. de Boer,  I.M.  (Inge-Marie) (v),  Barneveld - 980
8. Walraven,  J.M.  (Martijn) (m),  Eibergen - 393
9. Hesselink,  S.W.J.  (Stijn) (m),  Albergen - 477
10. Janssen,  M.M.  (Michiel) (m),  Sittard - 282
11. Kruijf,  M.J.F.  (Max) (m),  Tilburg - 477
12. van Ede,  S.  (Stijn) (m),  's-Gravenhage - 198
13. Wanningen,  J.T.N.M.  (Jean) (m),  Breda - 264
14. Nanninga,  A.  (Annabel) (v),  Amsterdam - 2.161
15. Eerdmans,  B.J.  (Joost) (m),  Rotterdam - 5.994

GROENLINKS / Partij van de Arbeid (PvdA) ·
VVD · 
CDA - Europese Volkspartij · 
Forum voor Democratie ·
D66 ·
Partij voor de Dieren ·
50PLUS ·
PVV (Partij voor de Vrijheid) ·
JA21 ·
NL PLAN EU  ·
ChristenUnie ·
Staatkundig Gereformeerde Partij (SGP) ·
BBB ·
Meer Directe Democratie ·
SP (Socialistische Partij) ·
vandeRegio ·
Volt Nederland ·
Belang Van Nederland (BVNL) ·
NSC ·
Piratenpartij - De Groenen ·